# Juan José Padilla
Pour les articles homonymes, voir Juan Padilla, José Padilla et Padilla.
Juan José Padilla Bernal, né le 23 mai 1973 à Jerez de la Frontera (Espagne, province de Cadix), est un matador espagnol.

## Présentation

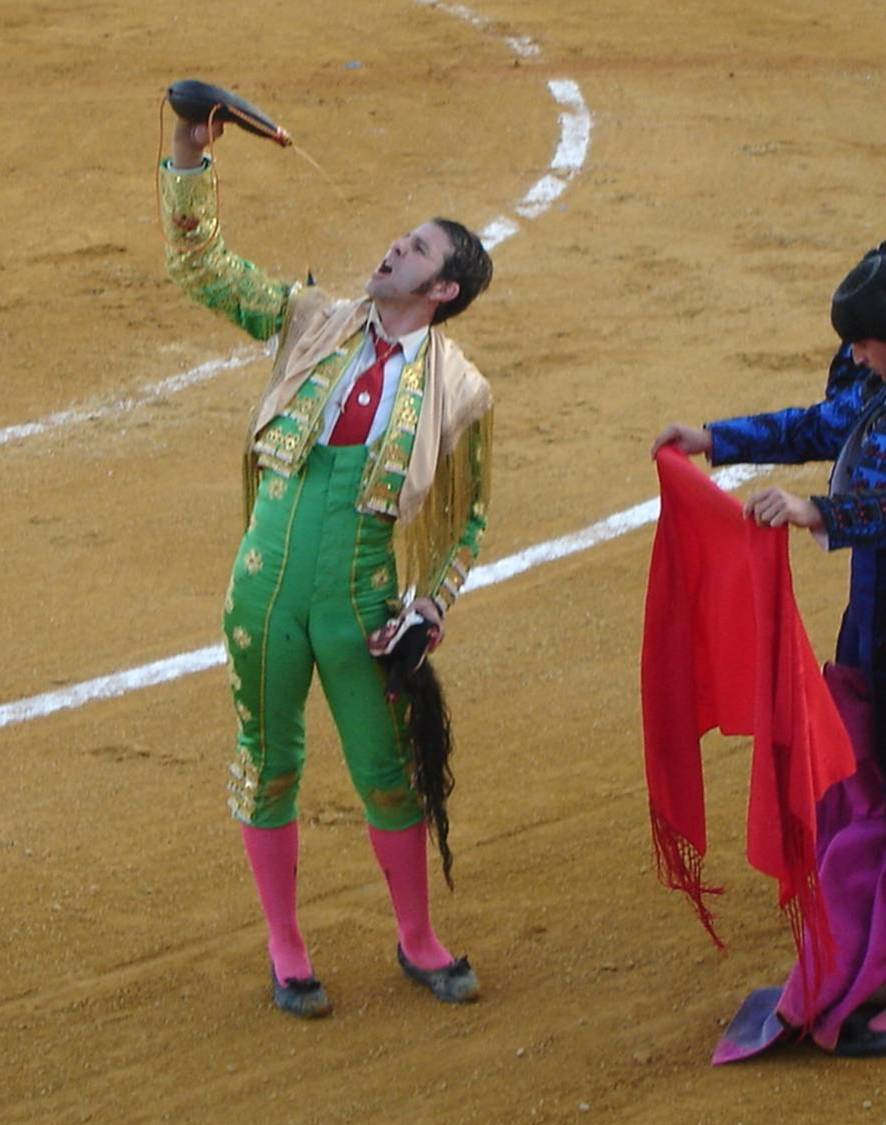
Padilla avec la queue après sa faena à la feria d'Arcos de la Frontera en Andalousie le 1er octobre 2006

Avant de se lancer dans l’arène, Juan José Padilla a exercé la profession d’apprenti boulanger. Parallèlement, il s’est fait apprenti matador en suivant les cours de l’école taurine de Cadix et fait ses débuts en 1989.
Les débuts ont été particulièrement durs, l’ancien boulanger ne trouvant que difficilement des engagements. Il s'est toutefois imposé, au cours des années 2010, comme l’un des piliers de toutes les ferias, surtout dans les corridas « dures », où son courage, son toreo spectaculaire, son entrain, son personnage, enflamment les gradins. Un de ses points forts est la pose des banderilles qu’il pose régulièrement al violín. Il pratique également très souvent les passes de capote a porta gayola. Si la muleta n’est pas son fort, lors de l’estocade, son habileté et son courage lui permettent des mises à mort quasi parfaites.
Le personnage en lui-même est tout un spectacle : ses « rouflaquettes », ses cheveux toujours en bataille le font se démarquer des autres matadors autant que ses habits de lumières semblant sortis tout droit du XIXe siècle, le plus souvent de couleurs criardes et jurant entre elles, ou que les monteras qu’il a utilisées en 2006, elles aussi semblant empruntées à Paquiro.

## Le drame du 7 octobre 2011
Le 7 octobre 2011, Juan José Padilla est gravement encorné par un taureau lors de la Feria del Pilar à Saragosse, trébuchant alors qu'il posait les banderilles au 4e taureau de la corrida. Il souffre d'un important traumatisme facial, accompagné de lésions auditives, de la perte de l'œil gauche et d'une atteinte irréversible du maxillaire. Peu après sa sortie de l'hôpital, il annonce son intention de retourner dans l'arène en indiquant : « Je ne veux pas que les fans me plaignent. Je ne veux pas inspirer de la pitié aux gens. Je me battrai à nouveau habillé en torero, parce que c’est mon rêve. »
En mars 2012, Juan José Padilla retourne dans l'arène, à Olivence où il affronte deux taureaux. Il apparaît alors muni d'un bandeau noir sur l’œil gauche.
Le 15 octobre 2016, l'histoire se répète lors de l'édition 2016 de la Feria del Pilar de Saragosse, Juan José Padilla est blessé au même œil dans la même arène. Mais le cache-œil qu'il porte depuis l'accident précédent, qui lui a valu le nom de "pirate", l'a protégé cette fois-ci.
Le 7 juillet 2018, Juan José Padilla se fait scalper par un taureau. Il s'en sort une nouvelle fois sans séquelles.

## Carrière
- Débuts en public : Castilleja (Espagne, province de Séville) le 7 août 1989.
- Débuts en novillada avec picadors : Jerez de la Frontera le 17 septembre 1989 aux côtés de Martín Pareja Obregón et Chamaco.
- Présentation à Madrid : 13 juillet 1990 aux côtés de Juan Pedro Galán et Vicente Bejarano. Novillos de la ganadería de Los Bayones.
- Alternative : Jerez de la Frontera le 18 juin 1994. Parrain, Pedro Castillo ; témoin, « Niño de la Taurina ». Taureaux de la ganadería de Benitez Cubero.
- Confirmation d’alternative à Madrid : 10 septembre 1996. Parrain, « Frascuelo » ; témoin, Juan Carlos Vera. Taureaux de la ganadería du marquis d’Albasserada.
- Confirmation d’alternative à Mexico : 4 novembre 2001. Parrain, Manuel Mejía ; témoin, « El Zapata ».
- À l'issue de la temporada espagnole de 2017, Juan José Padilla était classé en première place de l'escalafón avec 56 célébrations, 95 oreilles et 10 queues.
- Le 24 novembre 2017, depuis Séville, Juan José Padilla annonce la fin de sa carrière à la fin de la saison 2018, lors d'une conférence de presse[3].

## Voir aussi

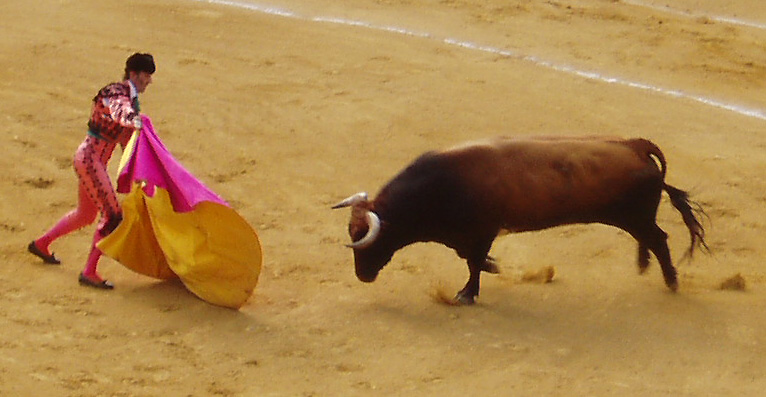
Juan José Padilla à Estepona